# Wildberg (Tettau)
Wildberg ist ein Gemeindeteil des Marktes Tettau im Landkreis Kronach (Oberfranken, Bayern).

## Geographie
Die Einöde liegt direkt an der thüringischen Grenze. Ein Anliegerweg führt zu einer Gemeindeverbindungsstraße (0,4 km nordöstlich), die nordöstlich nach Tettau zur Staatsstraße 2201 bzw. südlich als Kreisstraße 31 nach Neuenbau verläuft.

## Geschichte
Wildberg gehörte zur Realgemeinde Tettau. Gegen Ende des 18. Jahrhunderts bestand der Ort aus dem Wirtshaus „Aufm Wildberg“ und einem Nebenhaus. Das Hochgericht übte das bayreuthische Amt Lauenstein aus. Die Grundherrschaft über die Anwesen hatte das Kastenamt Lauenstein.
Von 1797 bis 1808 unterstand der Ort dem Justiz- und Kammeramt Lauenstein. Mit dem Gemeindeedikt wurde Wildberg dem 1808 gebildeten Steuerdistrikt Langenau und der 1818 gebildeten Ruralgemeinde Tettau zugewiesen.
Das Anwesen wurde bei einem Großbrand im August 2020 vollständig zerstört.

### Einwohnerentwicklung
| Jahr      | 001818 | 001861 | 001871 | 001885 | 001900 | 001925 | 001950 | 001961 | 001970 | 001987 |
| Einwohner | *      | 17     | 26     | 18     | 20     | 20     | 23     | 11     | 3      | 2      |
| Häuser    | *      |        |        | 2      | 3      | 1      | 1      | 1      |        | 1      |
| Quelle    | [ 5 ]  | [ 8 ]  | [ 9 ]  | [ 10 ] | [ 11 ] | [ 12 ] | [ 13 ] | [ 14 ] | [ 15 ] | [ 1 ]  |

## Religion
Der Ort ist evangelisch-lutherisch geprägt und nach St. Christophorus (Langenau) gepfarrt.